# 2017年レッドブル・エアレース・ワールドシリーズ 千葉
座標: 北緯35度38分23秒 東経140度01分55秒 / 北緯35.63972度 東経140.03194度
2017年レッドブル・エアレース・ワールドシリーズ 千葉では、通算12シーズン目となるレッドブル・エアレース・ワールドシリーズの内、2017年6月3日 - 4日に日本の千葉県千葉市幕張海浜公園で行われた2017年シーズン第3戦について述べる。

## 概要

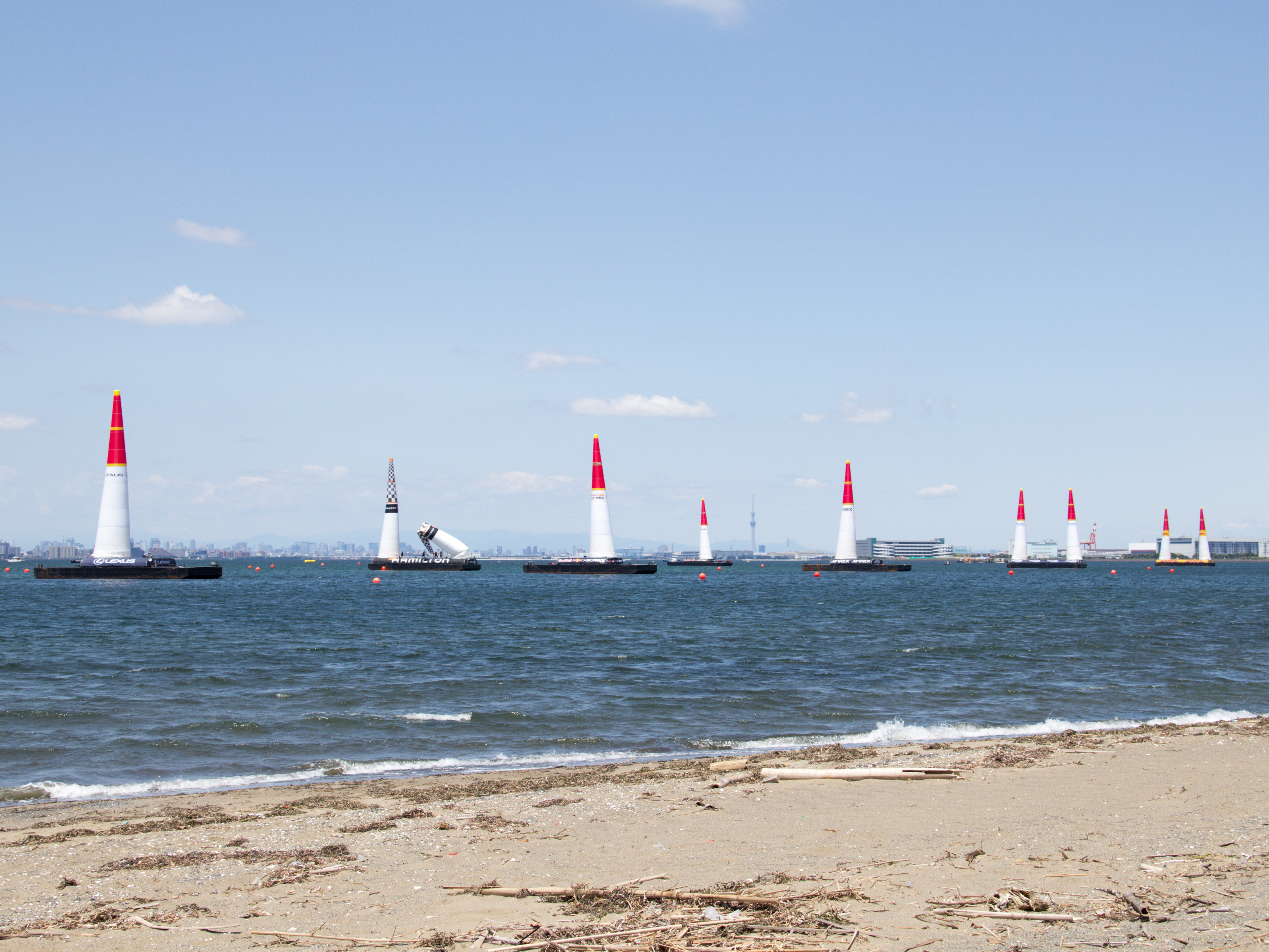
レーストラック

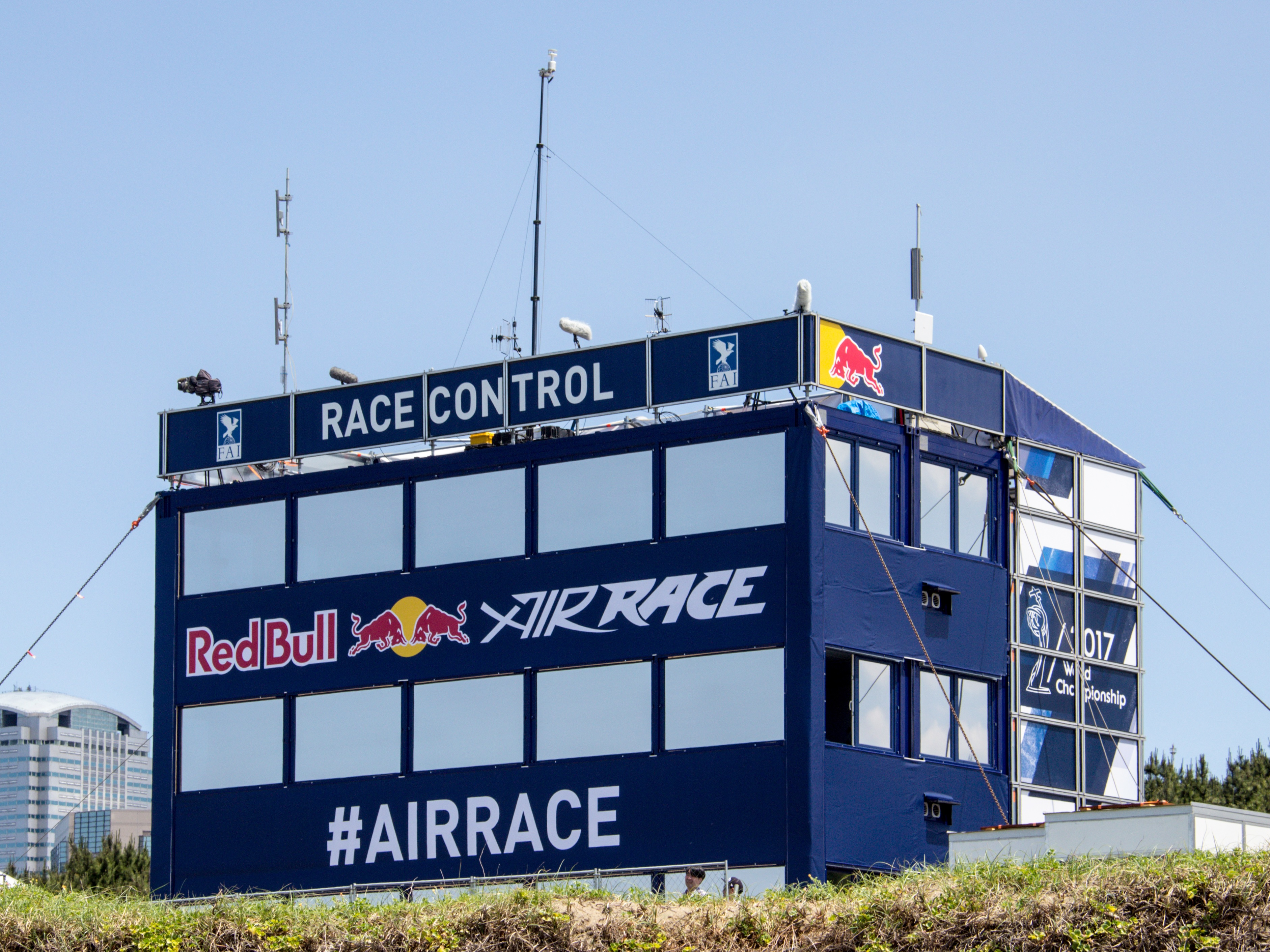
レースコントロール。船舶用コンテナを改造している。

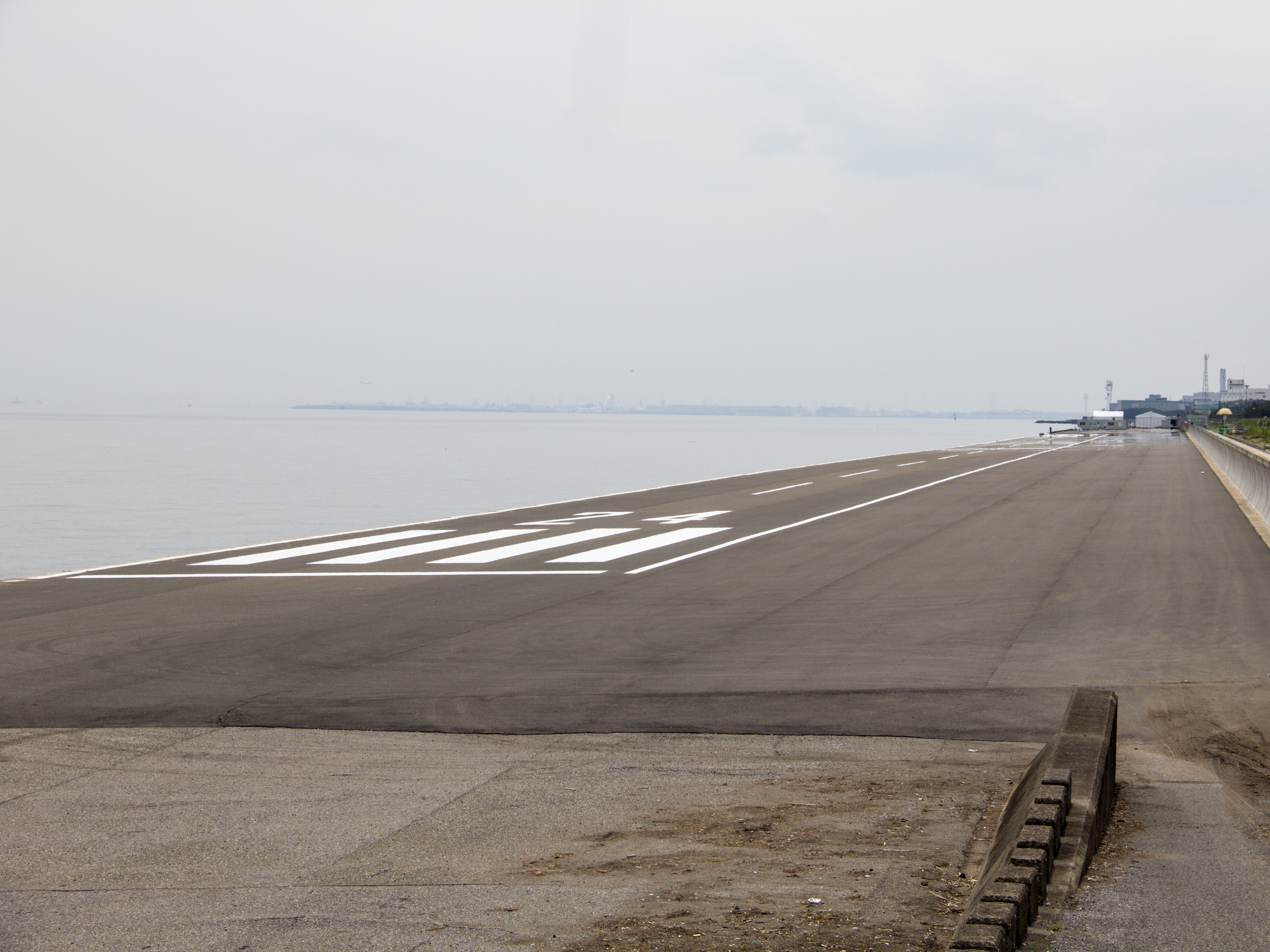
浦安市墓地公園横の護岸に設けられた臨時レースエアポート
（滑走路番号24側から）

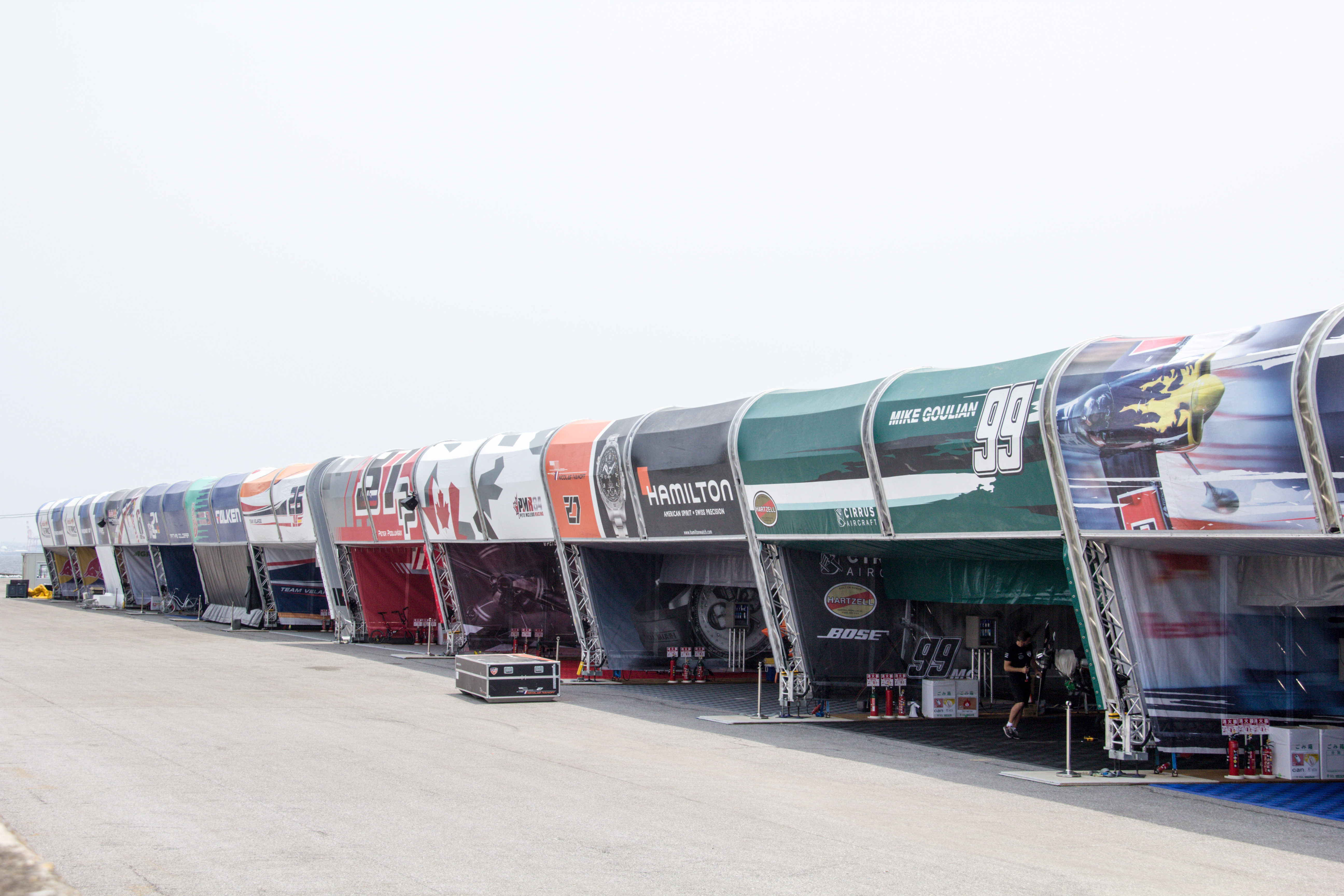
浦安市総合公園に隣接して設けられたハンガー

2017年1月19日、2017年シーズンの開催地8都市が発表され、2015年シーズンおよび2016年シーズンに引き続き、日本および千葉県における、3年連続かつ3度目の開催が決定した。
第1戦のアブダビ、第2戦のサンディエゴに続く海上レースである。
本大会のアンバサダーはGLAYが務める。また、GLAYによってテーマソング「XYZ」（エックスワイジー）も書き下ろされた。
千葉大会では、株式会社パスファインダー が開催国の航空行政事情に精通しているアドバイザーを担当している。
本大会では運営上の理由により、チャレンジャーカップは開催中止となった。2017年シーズンのチャレンジャーカップ第3戦は第5戦のカザンでのダブルヘッダーで行われることになった。
来場者数は両日合わせて約9万人に上った。
大会はインターネットのAbemaTVでも生放送された。

### 結果
本大会はマスタークラスのみ実施された。
室屋義秀が、地元日本の大会で2年連続で優勝した。また、今シーズンも第2戦のサンディエゴに引き続き2連勝となった。

### 日程
- 2017年（平成29年）
  - 1月19日 - 大会日程が発表。
  - 6月1日、6月2日 - テスト飛行。
  - 6月3日 - 大会1日目。予選日。
    - 開場 10:00、競技開始13:00、競技終了16:00

  - 6月4日 - 大会2日目。決勝日。
    - 開場 10:00、競技開始13:00、競技終了16:00

昨年までは、予選、決勝日の前に3日間のテスト飛行（フリープラクティス）が行われていたが、本年は会場周辺の騒音に配慮して2日間に減らした。また、6月2日のフリープラクティスは強風でキャンセルされた。6月2日金曜日の公式練習がキャンセルとなったため、予選前の公式練習が通常より1セッション多い、2回行われた。
雨天の場合でも実施するが、荒天の場合は中止となり、また大会の順延は実施しない予定であった。

### 観戦エリア
幕張海浜公園の観戦エリア・座席は以下の種類が用意される。価格は税込み。
| 券種                     | 2日券（）内は早割   | 予選・単日券 | 決勝・単日券 | 記事                                           |
| ------------------------ | ------------------- | ------------ | ------------ | ---------------------------------------------- |
| プレミアムスカイラウンジ | 300,000円           | －           | －           | 屋内・屋外席、ハンガーツアー付き               |
| スカイラウンジ           | 200,000円           | －           | －           | 屋内・屋外席                                   |
| クラブラウンジ           | 120,000円           | －           | －           | 屋内・屋外席                                   |
| デラックスエリア         | 30,000円 (28,000円) | －           | －           | リクライニングチェアあり                       |
| 室屋応援シート           | 35,000円 (33,000円) | －           | －           | リクライニングチェアあり、室屋義秀応援グッズ付 |
| 一般エリア               | 18,000円 (16,000円) | 8,000円      | 12,000円     |                                                |
| スタート・ゴールエリア   | 13,000円 (11,000円) | 6,000円      | 9,000円      |                                                |
| カメラマンエリア         | 22,000円 (20,000円) | 10,000円     | 15,000円     | 三脚使用可能                                   |
| ファミリーエリア（4名）  | 18,000円 (16,000円) | －           | －           |                                                |

価格は前年よりも安くなり、2015年開催時に同額もしくは近い価格となった。また、「早割」価格が初めて設定され、早期購入者は割引価格で購入出来た。券種は「室屋応援シート」が復活、前年から設定された「カメラマンエリア」は継続して設定された。
当日券は一般エリアのみ発売する。（2日券：19,000円、予選：9,000円、決勝：13,000円）
中止時の払い戻しについては、2日券は2日とも中止になった場合のみ払戻し、土日のどちらかが中止になった場合は一部払い戻しも含めて実施しない。1日券は土日のどちらかが中止になった場合は該当する曜日のチケットを払戻す。
入場時にチケットとリストバンドを交換する。2日券の場合は両日とも同じリストバンドを使用する。再入場も可能。
幕張海浜公園へのアクセスは、プレミアムスカイラウンジ、スカイラウンジ、クラブラウンジを除いて、自家用車の駐車場は用意されないので公共交通機関のみとなる。
また、浦安市総合公園では、浦安市民を対象としたパブリックビューイングが行われる。

### 荷物の持ち込み
- ビンとカンは安全のため、会場へ持ち込めない[14]。
- ペットボトル及び水筒は600ml以内で持ち込み可能。
- 食べ物は子供用のお菓子を除いて持ち込めない。
- 椅子類は持ち込めない。レジャーシートは、主催者の販売した物のみ持ち込み可能。
- ベビーカーは観戦エリアに持ち込むことができない。

### コース
エアレースのレーストラックは、以下のような特徴がある。
- スタート・フィニッシュエリアは、コースの真ん中付近にある。
- コース両端に「High G Turn」（通称マクハリ・ターン）と呼ばれるターンが存在する。
- シケインやエアゲートがあり、既定のコースを飛行する必要がある。
- 今シーズンは過去2シーズンからコースレイアウトが変更された[17]。

### イベント
以下のイベントが行われた。
- サイン会 
  - 6月2日(金)に浦安市総合公園に隣接して設けられたハンバーエリアで実施された[18]。
- GLAYによるライブ（決勝日のみ）[19]
- ダグラス DC-3による会場上空の通過飛行[20]
  - ブライトリングによる、ダグラス DC-3のワールドツアー実施中の機体。機体記号：HB-IRJ。
- 零式艦上戦闘機（零戦）による会場上空の通過飛行[21]
  - 零戦里帰りプロジェクト による機体。機体記号：N553TT。
- 千葉市消防局消防航空隊ヘリコプター「おおとり1号、2号」の2機編成によるデモンストレーション飛行[22]
  - AS365N3。機体記号：JA03CF（おおとり1号）、JA119C（おおとり2号）。
- 陸上自衛隊のAH-64DおよびUH-1Jによる会場上空の飛行および地上展示[23]
- デュアルランディング（フリースタイルモトクロス）[24]
- BMX エアートリック・ショーケース
- JETDECK[25]

- 陸上自衛隊ヘリコプター展示飛行 AH-64D
- 千葉消防レスキュデモンストレーション
- ブライトリング DC-3 HB-IRJ
- 零戦展示飛行 N553TT

- AIR RACE QUEENS 2017 by ROBERUTA
  - エアレースクイーンによるチームガールの人気投票および撮影会[26]。今大会のグランプリは各レースクイーンのPRコメント動画の再生数で決定した。

| 名前                           | パイロット               | チーム名                                |
| ------------------------------ | ------------------------ | --------------------------------------- |
| 林紗久羅（特別賞・ロベルタ賞） | クリスチャン・ボルトン   | No.5 クリスチャンボルトン レーシング    |
| 璃波                           | ミカエル・ブラジョー     | No.11 ブライトリング レーシング チーム  |
| 立花はる                       | カービー・チャンブリス   | No.10 チーム チャンブリス               |
| 引地裕美                       | マティアス・ドルダラー   | No.21 マティアスドルダラー レーシング   |
| 有馬綾香                       | マイケル・グーリアン     | No.99 チーム グーリアン                 |
| 宮越愛恵                       | マット・ホール           | No.95 マット ホールレーシング           |
| 河瀬杏美                       | ニコラス・イワノフ       | No.27 チーム ハミルトン                 |
| 村山久美                       | ペトル・コプシュタイン   | No.18 チーム シュピールベルグ           |
| 太田麻美                       | フランソワ・ルボット     | No.12 FLV レーシング チーム             |
| 清瀬まち（優勝）               | ピート・マクロード       | No.84 チーム マクロード                 |
| 藤木由貴                       | 室屋義秀                 | No.31 チーム ファルケン                 |
| 森紗羅                         | ピーター・ポドランセック | No.37 ピーターポドランセック レーシング |
| 川崎あや                       | マルティン・ソンカ       | No.8 レッドブルチーム ソンカ            |
| 比良祐里                       | フアン・ベラルデ         | No.26 チーム ベラルデ                   |

- 2代目グランプリに選ばれた清瀬まち
- 特別賞に選ばれた林紗久羅
- 璃波
- 立花はる
- 有馬綾香
- 宮越愛恵
- 河瀬杏美
- 村山久美
- 太田麻美
- 藤木由貴
- 森紗羅
- 川崎あや
- 比良祐里

なお、今大会はフードエリアを含む「フェスティバルエリア」は一般開放され、チケットなしでも利用できる。

## 主催・スポンサー等
- 主催[28]
  - レッドブル・エアレース・ジャパン実行委員会 
    - グッドスマイルカンパニー
    - ローソンHMVエンタテイメント
    - エアレース・ジャパン
- 特別後援
  - オーストリア大使館
  - 千葉市
  - 浦安市
- 後援
  - 朝日新聞
  - TOKYO FM
  - InterFM897
  - bayfm
- ナショナルパートナー
  - FALKEN
  - Avirex（英語版）
  - JTB
  - LEXUS
- グローバルパートナー
  - Hamilton
  - RAUCH（英語版）
  - Air BP（英語版）
  - DHL
- 大会オフィシャルサポーター
  - やまだひさし
- 大会MC[29]
  - Alee
  - John
  - RIBEKA
  - NOB

## マスタークラス

### 予選
| 順 位 | No. | パイロット               | タイム | ペナルティ |
| ----- | --- | ------------------------ | ------ | ---------- |
| 1     | 84  | ピート・マクロード       | 54.609 |            |
| 2     | 21  | マティアス・ドルダラー   | 54.656 |            |
| 3     | 8   | マルティン・ソンカ       | 54.928 |            |
| 4     | 31  | 室屋義秀                 | 54.933 |            |
| 5     | 95  | マット・ホール           | 55.010 |            |
| 6     | 10  | カービー・チャンブリス   | 55.226 |            |
| 7     | 99  | マイケル・グーリアン     | 55.539 |            |
| 8     | 37  | ピーター・ポドランセック | 55.605 |            |
| 9     | 26  | フアン・ベラルデ         | 55.632 |            |
| 10    | 27  | ニコラス・イワノフ       | 55.791 |            |
| 11    | 18  | ペトル・コプシュタイン   | 55.954 |            |
| 12    | 11  | ミカエル・ブラジョー     | 56.169 |            |
| 13    | 5   | クリスチャン・ボルトン   | 56.365 |            |
| 14    | 12  | フランソワ・ルボット     | 57.116 |            |

### ラウンド・オブ・14
| ヒート | 順位1 | パイロット1              | タイム1 | タイム2 | パイロット2            | 順位2 |
| ------ | ----- | ------------------------ | ------- | ------- | ---------------------- | ----- |
| 1      | 13    | ニコラス・イワノフ       | 58.0571 | 55.459  | マット・ホール         | 4     |
| 2      | 6     | ペトル・コプシュタイン   | 55.597  | 55.590  | 室屋義秀               | 5     |
| 3      | 10    | フアン・ベラルデ         | 57.012  | 55.234  | カービー・チャンブリス | 3     |
| 4      | 9     | ミカエル・ブラジョー     | 56.037  | 54.787  | マルティン・ソンカ     | 1     |
| 5      | 12    | ピーター・ポドランセック | 58.0082 | 56.380  | マイケル・グーリアン   | 8     |
| 6      | 14    | クリスチャン・ボルトン   | 59.044  | 55.805  | マティアス・ドルダラー | 7     |
| 7      | 11    | フランソワ・ルボット     | 57.331  | 55.209  | ピート・マクロード     | 2     |

| 凡例                     | 凡例 |
| ------------------------ | ---- |
| ラウンド・オブ・8進出    |      |
| ノックアウト（敗退）     |      |
| 敗者の中で最速（＝進出） |      |

- ^1 ゲート7通過時の高度超過により+2秒のペナルティ[30]
- ^2 水平角度違反により+2秒のペナルティ

### ラウンド・オブ・8
| ヒート | 順位1 | パイロット1            | タイム1 | タイム2 | パイロット2            | 順位2 |
| ------ | ----- | ---------------------- | ------- | ------- | ---------------------- | ----- |
| 8      | 4     | 室屋義秀               | 56.9641 | 57.2952 | マット・ホール         | 6     |
| 9      | 3     | ペトル・コプシュタイン | 55.732  | DNF3    | カービー・チャンブリス | 8     |
| 10     | 2     | マティアス・ドルダラー | 55.333  | DNF3    | ピート・マクロード     | 7     |
| 11     | 5     | マイケル・グーリアン   | 55.018  | 54.900  | マルティン・ソンカ     | 1     |

| 凡例                 | 凡例 |
| -------------------- | ---- |
| ファイナル4進出      |      |
| ノックアウト（敗退） |      |

- ^1 ゲート7にて水平角度違反により+2秒のペナルティ[31]
- ^2 ゲート11にて機首角度違反により+2秒のペナルティ[31]
- ^3 ゲート3にてオーバーGによりDNF (Did Not Finish)[31]

| 順 位 | No. | パイロット             | タイム | ペナルティ |
| ----- | --- | ---------------------- | ------ | ---------- |
| 1     | 31  | 室屋義秀               | 55.288 |            |
| 2     | 18  | ペトル・コプシュタイン | 55.846 |            |
| 3     | 8   | マルティン・ソンカ     | 56.533 | +2秒1      |
| 4     | 21  | マティアス・ドルダラー | 57.943 | +3秒2      |

| 順 位 | パイロット               | ポイント |
| ----- | ------------------------ | -------- |
| 1     | 室屋義秀                 | 15       |
| 2     | ペトル・コプシュタイン   | 12       |
| 3     | マルティン・ソンカ       | 9        |
| 4     | マティアス・ドルダラー   | 7        |
| 5     | マイケル・グーリアン     | 6        |
| 6     | マット・ホール           | 5        |
| 7     | ピート・マクロード       | 4        |
| 8     | カービー・チャンブリス   | 3        |
| 9     | ミカエル・ブラジョー     | 2        |
| 10    | フアン・ベラルデ         | 1        |
| 11    | フランソワ・ルボット     | 0        |
| 12    | ピーター・ポドランセック | 0        |
| 13    | ニコラス・イワノフ       | 0        |
| 14    | クリスチャン・ボルトン   | 0        |

- 優勝 室屋義秀 - N31YM
- 2位 ペトル・コプシュタイン（チェコ） - N513AG
- 3位 マルティン・ソンカ（チェコ） - N806PB
- 4位 マティアス・ドルダラー（ドイツ） - N721MD
- 5位 マイケル・グーリアン（アメリカ） - N540BF
- 6位 マット・ホール（オーストラリア） - N540MH
- 7位 ピート・マクロード（カナダ） - C-GYRB
- 8位 カービー・チャンブリス（アメリカ） - N14KN
- 9位 ミカエル・ブラジョー（フランス） - N540XS
- 10位 フアン・ベラルデ（スペイン） - N26VE
- 11位 フランソワ・ルボット（フランス） - N822MG
- 12位 ピーター・ポドランセック（スロベニア） - S5-MPP
- 13位 ニコラス・イワノフ（フランス） - N4767
- 14位 クリスチャン・ボルトン（チリ） - N22ZE

## 第3戦終了後のランキング
| マスタークラス \| 順 位 \| パイロット \| トー タル \| \| ----- \| ------------------------ \| --------- \| \| 1 \| 室屋義秀 \| 30 \| \| 2 \| マルティン・ソンカ \| 30 \| \| 3 \| マティアス・ドルダラー \| 23 \| \| 4 \| ペトル・コプシュタイン \| 17 \| \| 5 \| ピート・マクロード \| 14 \| \| 6 \| マイケル・グーリアン \| 14 \| \| 7 \| フアン・ベラルデ \| 13 \| \| 8 \| ピーター・ポドランセック \| 12 \| \| 9 \| カービー・チャンブリス \| 10 \| \| 10 \| ニコラス・イワノフ \| 10 \| \| 11 \| マット・ホール \| 8 \| \| 12 \| クリスチャン・ボルトン \| 4 \| \| 13 \| ミカエル・ブラジョー \| 4 \| \| 14 \| フランソワ・ルボット \| 3 \| |                          |           |
| 順 位 | パイロット               | トー タル |
| 1 | 室屋義秀                 | 30        |
| 2 | マルティン・ソンカ       | 30        |
| 3 | マティアス・ドルダラー   | 23        |
| 4 | ペトル・コプシュタイン   | 17        |
| 5 | ピート・マクロード       | 14        |
| 6 | マイケル・グーリアン     | 14        |
| 7 | フアン・ベラルデ         | 13        |
| 8 | ピーター・ポドランセック | 12        |
| 9 | カービー・チャンブリス   | 10        |
| 10 | ニコラス・イワノフ       | 10        |
| 11 | マット・ホール           | 8         |
| 12 | クリスチャン・ボルトン   | 4         |
| 13 | ミカエル・ブラジョー     | 4         |
| 14 | フランソワ・ルボット     | 3         |